# Order Świętego Jerzego (Federacja Rosyjska)
Order Świętego Jerzego (ros. Орден Святого Георгия) – rosyjski federalny najwyższy order wojskowy, odnowiony w 1992 jako kontynuator dawnego carskiego orderu o tej samej nazwie (choć ten utrzymał status orderu domowego dynastii Romanowów do czasów współczesnych).

## Historia i podział na klasy
Postanowieniem Rady Najwyższej Federacji Rosyjskiej z 20 marca 1992 order został odnowiony, 8 sierpnia 2000 nadano mu nowy statut, zgodnie z którym jest nadawany w czterech klasach:
- I klasa – (wielka wstęga) krzyż wielki noszony na wielkiej wstędze (szarfie), zakładanej przez prawe ramię pod mundurem oraz czteropromienna gwiazda po lewej stronie piersi,
- II klasa – (komandoria z gwiazdą) duży krzyż noszony na wstędze na szyi oraz czteropromienna gwiazda po lewej stronie piersi,
- III klasa – (komandoria) mniejszy krzyż na wstędze na szyi,
- IV klasa – mały krzyż na wstążce złożonej w pięciokąt po lewej stronie piersi.

Funkcję dawnego cesarskiego Krzyża św. Jerzego pełni odznaka honorowa o tej samej nazwie, która otrzymała status oddzielnego odznaczenia. Wygląd i podział na stopnie (klasy) ma niemal identyczny jak jego historyczny poprzednik.

## Przeznaczenie
Według statutu, Orderem św. Jerzego odznaczani są starsi i wyżsi oficerowie za przeprowadzenie operacji wojskowych w obronie ojczyzny przed zewnętrznym wrogiem, zakończonych pełnym rozgromieniem wroga, będących wzorem sztuki wojennej, których czyny służą przykładem dzielności i odwagi dla wszystkich pokoleń obrońców ojczyzny.
Poszczególne klasy Orderu nadaje się w kolejności, od niższej klasy do wyższej.

## Wygląd
Order ma formę krzyża kawalerskiego, o ramionach pokrytych obustronnie białą emalią z pozostawieniem złoconych krawędzi. W okrągłym medalionie na złączeniu ramion umieszczono się wizerunek św. Jerzego na koniu, porażającego smoka. Na rewersie krzyża na medalionie monogram św. Jerzego.
Wykonana ze srebra i złocona gwiazda orderowa jest czteropromienna, ze stylizowanymi promieniami rozchodzącymi się w kształt równoramiennego rombu od środkowego medalionu. Na środkowym złotym medalionie umieszczono czarny monogram św. Jerzego - SJ, otoczony czarnym pierścieniem z dewizą: "ZA SŁUŻBĘ I ODWAGĘ" (ЗА СЛУЖБУ И ХРАБРОСТЬ). Średnica gwiazdy wynosi 82 mm. Na pozbawionym zdobień rewersie gwiazdy znajduje się kolejny numer gwiazdy i agrafa służąca do mocowania gwiazdy na ubiorze.
Wykonana z jedwabnej mory wstęga orderowa jest pomarańczowa z trzema czarnymi pasami, podobnie jak dawny order.